# برمنوئية (حومة بم)
برمنوئیة (بالفارسية: پرمنوئیه) هي قرية تقع في إيران في منطقة مركزية ريفية. يقدر عدد سكانها بـ 66 نسمة .